# He's All That
He's All That è un film del 2021 diretto da Mark Waters. Il film è un remake del film Kiss Me (1999) ed è uscito in streaming su Netflix il 27 agosto 2021.

## Trama
Padgette Sawyer è una famosa influencer che frequenta l'ultimo anno di liceo, vive con la madre divorziata che di mestiere fa l'infermiera. La protagonista finge di vivere in un lussuoso condominio e nasconde ai suoi amici, follower e sponsor dove realmente vive.
Una mattina va a trovare sul set il suo fidanzato e aspirante artista hip hop Jordan Van Draanen portando con sé dei dolcetti come regalo e incarica la sua amica Alden Pierce di fare una diretta per documentare il tutto. Entrata nella roulotte, però, scopre che il fidanzato la sta tradendo con una ballerina di riserva di nome Aniston. Padgette, in preda a uno scatto d'ira lancia tutti i dolci addosso all'ormai ex-fidanzato e alla sua amante. L’amica Alden è sotto shock e non smette di registrare, facendo sì che la scena sia vista da più di 200 mila persone.
Per questo Padgette perde molti followers e il suo sponsor, non potendo poi più permettersi di pagare il college.
Per riscattarsi decide di accettare la sfida lanciatagli da Alden, ovvero di trasformare il ragazzo più sfigato della scuola nel re del ballo e la scelta ricade su Cameron Kweller, appassionato di fotografia che parla solo con la sua migliore amica Nisha.
Grazie ai consigli della sorella minore di Cameron, Brin, Padgette riesce ad avvicinarsi al ragazzo tramite delle lezioni di equitazione la mattina prima di andare a scuola.
La ragazza invita poi Cameron e Nisha a una festa karaoke a casa di una delle migliori amiche di Padgette, Quinn; mentre la protagonista canta arrivano il suo ex e Aniston e Cameron interviene aiutandola a cantare, salvandola così dall'umiliazione. Qualche invitato fa un video, il quale diventa virale con oltre 2 milioni di visualizzazioni.
Si scopre poi che Cameron e Brin vivono con la loro nonna perché la madre è deceduta e il padre vive in Svezia. Più  tardi i due ragazzi, che si stanno avvicinando sempre di più, escono e vanno alla stazione in centro città dove Cameron fa vedere a Padgette come scatta le sue foto e lui ammette di non farle vedere a nessuno.
La ragazza decide allora di invitare Cameron, sua sorella, e Nisha alla festa di compleanno per i 18 anni di Alden, il cui tema sono gli anni 20. I 4 vanno a fare shopping mentre più tardi Padgette taglia i capelli a Cameron, il quale cambia completamente, diventando molto più attraente.
Alla festa Jordan, appena lasciato con Aniston, ci prova con Brin. Il fratello arriva in soccorso e si scatena così una rissa che vede Cameron vincitore. Van Draanen, però, getta la sua fotocamera nella piscina distruggendola.
Il giorno dopo a scuola Kweller viene lodato da tutti e viene anche nominato re del ballo; intanto Padgette scopre che Alden e Jordan ora stanno assieme e che la ragazza non aveva, per tale ragione, fermato la registrazione nella roulotte.  La sera poi Cameron fa vedere a Padgette le sue foto e i due si baciano.
Il giorno dopo Alden rivela a Cameron della scommessa; il ragazzo si arrabbia e non vuole più avere a che fare con Padgette.
La sera del ballo la ragazza prova a far tornare Cameron sui suoi passi ma lui non risponde al telefono. Allora chiama Brin, che capisce che il fratello da quando si frequentava con Padgette era tornato a sorridere, proprio come prima della morte della madre. Jordan e Padgette vengono nominati re e regina del ballo ma la ragazza rinuncia a tale titolo andandosene dalla festa. Fuori si vede arrivare Cameron a cavallo e due si baciano e si fidanzano definitivamente.
Il film termina con i due protagonisti a cavallo in Portogallo.